# Manuel Portas
Manuel Portas Fernández (Barcelona, 1960) es un escritor y sociolingüista gallego, arosano por ascendencia paterna y compostelano por adopción.

## Trayectoria
Licenciado en Filoloxia Galego-Portuguesa, inició su carrera docente en la Universidad de Santiago de Compostela como Profesor Asociado de Universidad, en el Departamento de Filología Galega, para continuar su camino en la enseñanza media en dónde logra alcanzar la categoría de Catedrático de Lengua y Literatura Gallega.
Actualmente[¿cuándo?] es profesor en el IES Gelmírez I, de Santiago de Compostela, centro que dirigió desde 1987 hasta 1996, impulsando su galleguización. En 2011 retoma la dirección del centro educativo.
En el mundo del idioma gallego, además de desempeñar puestos en la dirección de la Asociación Gallega de la Lengua (Associaçom Galega da Língua, en gallego), fue miembro de la comisión fundadora de la Mesa por la normalización Lingüística (Mesa pola Normalización Lingüística, en gallego).
Coordinó la Revista Enclave, revista de política y pensamiento y fue miembro del Consejo de Administración del periódico A Nosa Terra.  Como integrante de la Comisión Lingüística de la AGAL (Associaçom Galega da Língua) participó como coautor en tres libros (véase obras del autor)
En 1986 inicia su andadura en solitario con la publicación del artículo A formazón de novos campos léxicos (la formación de nuevos campos léxicos, en castellano) en la revista O Ensino (La enseñanza, en castellano).
Cinco años después publicó su primer libro en solitario en 1991 Língua e sociedade na Galiza (Lengua y Sociedad en Galicia, en español), obra que promueve la sensibilidad social frente a la lengua de Galicia y traza la historia del idioma gallego desde una perspectiva sociolingüística.
Su labor propagandística a favor del idioma gallego, la realiza también desde la prensa escrita, con la que colabora de forma ocasional y además participa puntualmente escribiendo artículos para revistas de su área de conocimiento.
En el ámbito político fue responsable local del Bloque Nacionalista Galego y concejal en el Ayuntamiento de Santiago de Compostela durante dos mandatos (1999-2007), participando en la creación de la Fundación Compostela Deporte. Asimismo en el año 2005 participó brevemente en la comisión asesora de la Secretaria general de política lingüista de la Junta de Galicia.
En 2010 publicó su primera novela: Denso recendo a salgado.

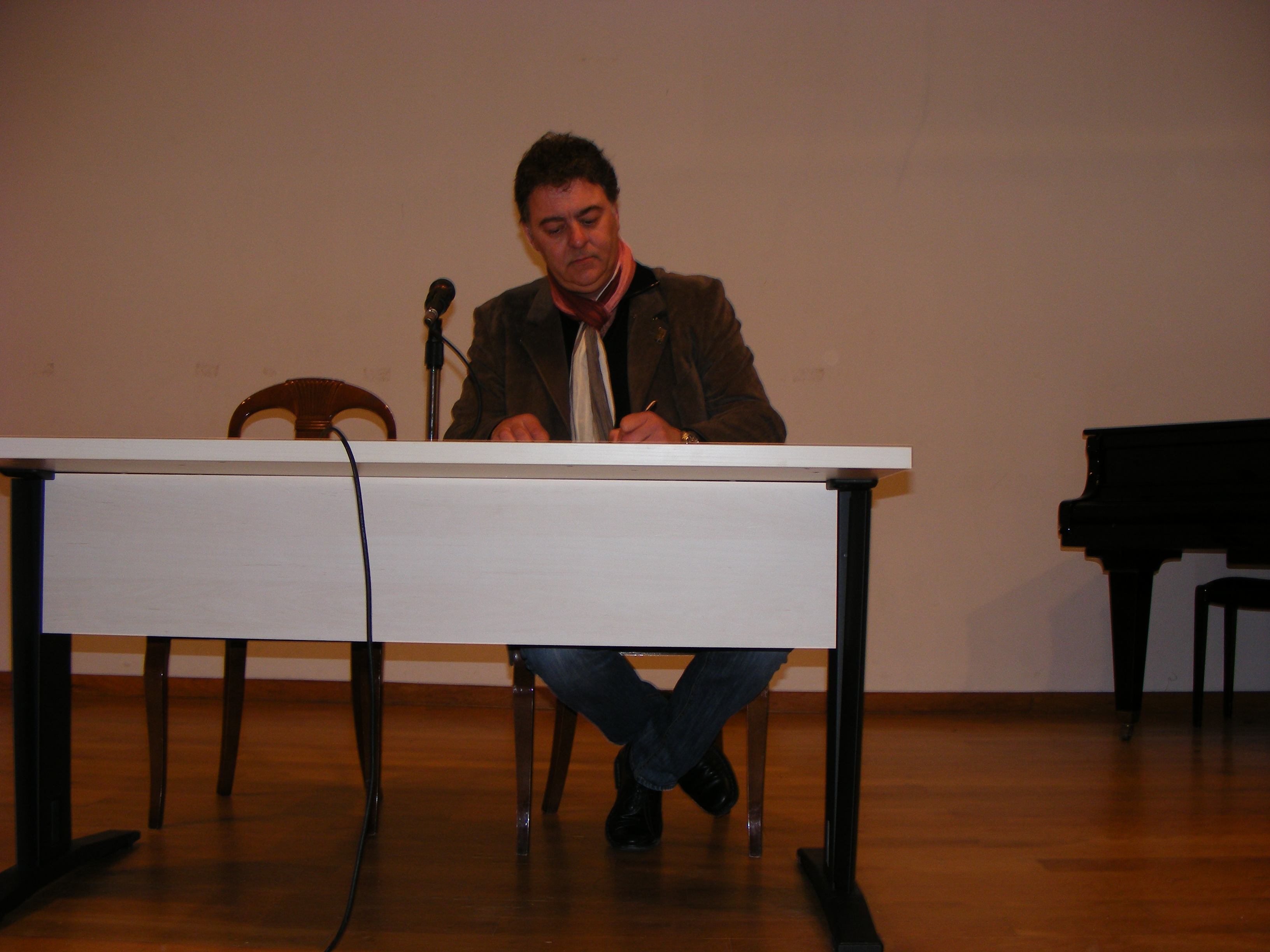
Manuel Portas en una conferencia en el IES A Sangriña en La Guardia, Pontevedra.

## Obras

### Artículos
- A formazón de novos campos léxicos, 1986.

### Ensayo
- Língua e sociedade na Galiza, 1991, Baía Edicións.

### Narrativa
- Denso recendo a salgado, 2010, Xerais, novela.
- Un dedo manchado de tinta, 2011, Xerais, novela.[8]
- Faneca Brava, 2013, Xerais, novela.[9]
- Amor en alpargatas, 2015, Xerais, novela.[10]
- Unha cervexa Chang, 2022, Editorial Galaxia, novela.

### Obras colectivas
- Estudo Crítico das Normas Ortográficas e Morfolóxicas do Idioma Galego, 1983, AGAL.[11]
- Prontuário Ortográfico do Galego, 1985, AGAL.[12]
- Actas do I Congresso Internacional da Língua Galego-Portuguesa na Galiza, 1984, AGAL.[13]